# Szirk
Szirk (szlovákul: Sirk) község Szlovákiában, a Besztercebányai kerületben, a Nagyrőcei járásban.

## Fekvése
Nagyrőcétől 13 km-re, délre fekszik.

## Története
A falu felett 2 km-re, északnyugatra emelkedő Hradziste hegyen egykor vár állt. Szirk a 13. században keletkezett bányászok és favágók településként. 1421-ben „Chyrk” néven említik először, nevét valószínűleg egykori birtokosáról kapta. 1551-ben „Szyrk”, 1565-ben „Sirk”, 1593-ban „Rattko Zyrk” alakban említik a korabeli források. A csetneki Bebek család birtoka volt. A 15. század közepén a közeli Murány várát husziták foglalták el, ahonnan évekig zaklatták az egész vidéket. 1555-ben és 1556-ban a falut elpusztította a török. 1600 körül  a murányi uradalom és a Murányi-völgy települései a gróf Rothtal család birtoka lettek, majd 1609-ben gróf Széchy Tamás vásárolta meg. 1646-ban lánya, Széchy Mária házasságával az uradalmat Wesselényi Ferenc szerezte meg. A 17. század második felében a falu gyors fejlődésnek indult. Amíg 1615-ben még csak 7 jobbágyház állt itt, később az érkezett új telepesekkel a lakosság száma megemelkedett. 1698-ban a Csáky család birtoka lett, akik a Sturman családnak adták zálogba. A kuruc háborúk és a pestisjárvány után 1720-ban Szirket csak 14 család lakta. A Sturmanok 1758-ban megvásárolták a községet. Ekkor kezdett fejlődni a bányászat és a kohászat a településen. Lakói ezenkívül még szénégetéssel is foglalkoztak. 1773-ban a lakosságot evangélikus szlovákok és román pásztorok alkották. 1786-ban 92 háza volt, ahol 116 családban 609 lakos élt. 1828-ban 90 házában 745 lakost számláltak. Lakói főként mezőgazdasággal és bányászattal foglalkoztak.
Egykori katolikus temploma a 13. században épült román-gótikus stílusban, később átépítették. A 16. században az evangélikusoké lett, akik 1785-ben új templomot építettek. A régi templom 1809-ben leégett, de mivel akkor a faluban már csak evangélikusok éltek, nem volt aki újjáépítse és sorsára hagyták. A romladozó épületet végül 1847-ben a bányatársaság vásárolta meg a katolikus egyháztól és átépítette a saját céljaira.
A vasérc itteni bányászatáról az első említés 1570-ből származik. Előbb a községtől délnyugatra fekvő, a Rónapatakhoz tartozó lelőhelyek kitermelése indult meg, majd Szirk közelében is bányák nyíltak. A falutól keletre emelkedő Vashegy majdnem tisztán vasércekből áll. Itt működött a Rimamurány-Salgótarjáni Vasmű Részvénytársaság egyik jelentős bányatelepe. Az itt (valamint a szomszédos Rákos községben) bányászott vasércet 13 km hosszú drótkötélpályán szállították a társulat likéri kohójába. A Banyiste nevű határrészén a termelés 1891. márciusában indult meg. 1871-re a Vörösvágás nevű településrészen megépült a vasmű. Itt már a 13. században is bányásztelepülés állt, mely Rákos várának uradalmához tartozott, később azonban elpusztult. A 19. században a kohó körül kezdett kialakulni az új telep, ahol aztán nagyolvasztó és vashámor is épült. Itt működött a gömöri térség legrégibb pörkölőkemencéje, mely 1871-ig, a vasmű felépüléséig üzemelt.
A 18. század végén Vályi András így ír róla: „SZIRK. Elegyes falu Gömör Várm. földes Ura Sturman Uraság, lakosai katolikusok, és másfélék, fekszik Rákoshoz közel, mellynek filiája; határja középszerű, fája elég van, szenet is égetnek.”
A 19. század közepén Fényes Elek eképpen írja le: „Szirk, tót falu, Gömör és Kis-Honth egyesült vmegyékben, Ratkóhoz északra 1 órányira: 9 kath., 736 evang. lak., anyaekklézsiával. Földei hegyoldalban feküsznek, de azért hires sikeres rozsot adnak. Fő gazdasága azonban e helységnek a Zeleznik hegyében lévő vasbányákban áll. F. u. Sturmann. s m. t. Ut. post. Rimaszombat.”
Borovszky Samu monográfiasorozatának Gömör-Kishont vármegyét tárgyaló része szerint: „Szirk, a kövi völgyben fekvő tót kisközség, 154 házzal és 1025, nagyobbára ág. ev. h. vallású lakossal. A község újabb telepítés s hajdan szintén a 98jolsvai uradalomhoz tartozott. Később a gr. Csáky családé, továbbá a Czékus, Sturman és a Coburg herczegi családé lett. A Sturman-féle rész a rimamurány-salgótarjáni vasmű r.-t. birtokába ment át, melynek itt a herczegi uradalommal, a kincstárral és Heinzelmann Alfréddal együtt az ú. n. Vashegyen vasbányái, Vörösvágáson pedig a herczegi uradalomnak vasgyára van. A község lakosai csaknem kizárólag bányászattal foglalkoznak. Az ág. h. ev. templom 1786-ban épült, de 1809-ben leégett és 1837-ben újra felépítették. A község postája Rákos, távírója és vasúti állomása pedig Nagyrőcze.”
A trianoni diktátumig Gömör-Kishont vármegye Ratkói járásához tartozott.

## Népessége
| Év:            | 1994. | 2004.   | 2014.    | 2024.    |
| -------------- | ----- | ------- | -------- | -------- |
| Emberek száma: | 976   | 1044    | 1173     | 1380     |
| Eltérés:       |       | +6,96 % | +12,35 % | +17,64 % |

| Év:            | 2023. | 2024.   |
| -------------- | ----- | ------- |
| Emberek száma: | 1369  | 1380    |
| Eltérés:       |       | +0,80 % |

1910-ben 1366-en, többségében szlovák lakták, jelentős magyar kisebbséggel.
2001-ben 1044 lakosából 987 szlovák volt.
2011-ben 1161 lakosából 951 szlovák és 173 roma.

## Nevezetességei
- Evangélikus temploma 1785-ben épült klasszicista stílusban, tornyát 1936-ban építették.
- Az egykori vasgyár épületei Vörösvágáson.

## Külső hivatkozások
- Hivatalos oldal
- E-obce.sk Archiválva 2010. június 8-i dátummal a Wayback Machine-ben
- Községinfó
- Szirk Szlovákia térképén
- Batta István: A gömöri bányászat múltjából